# 바이로플라즘

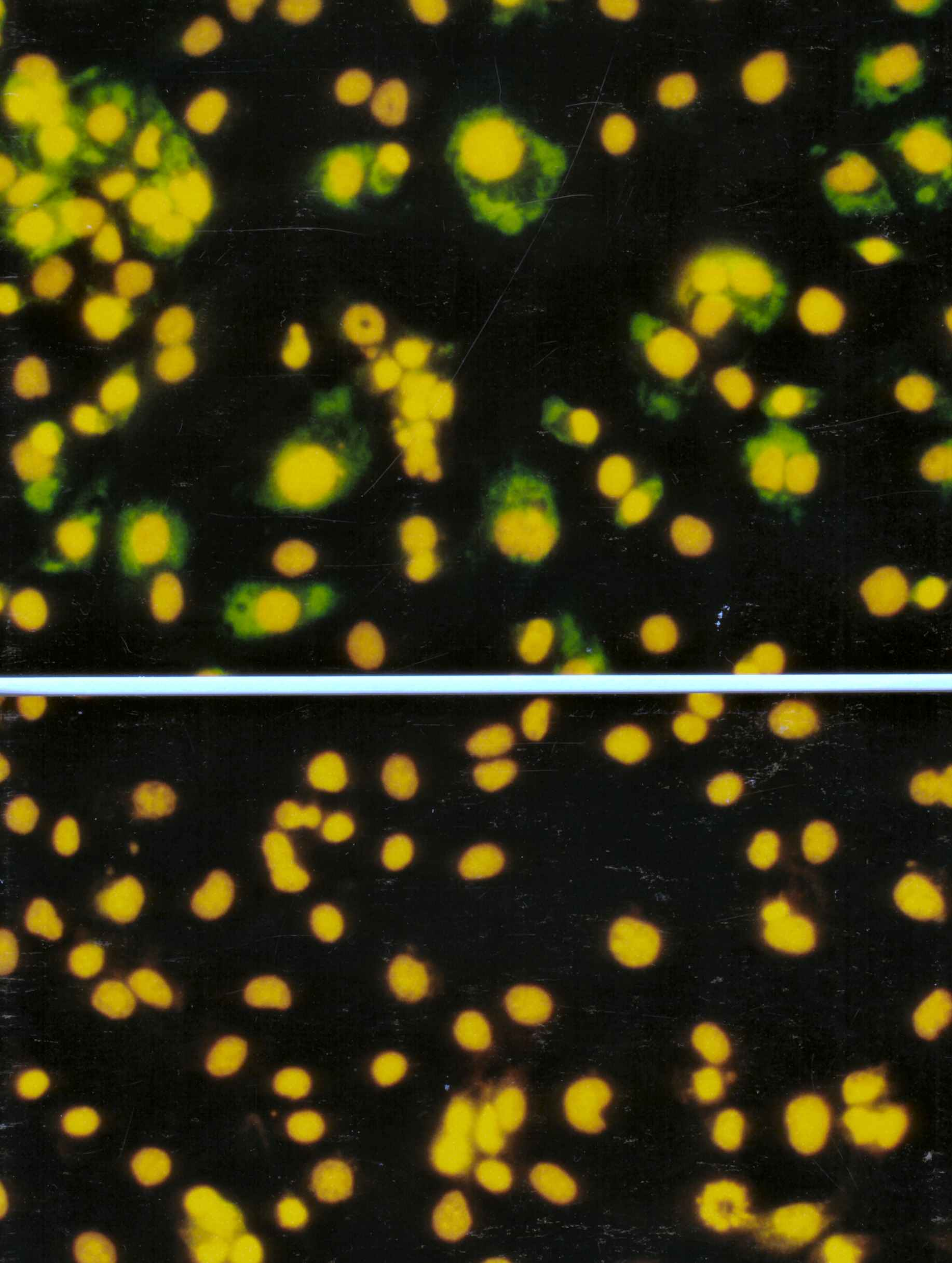
로타바이러스에 감염된 세포(위)와 정상적인 세포. 바이로플라즘이 초록색으로 면역염색되어있다.

바이로플라즘(viroplasm)은 바이러스 복제 및 조립시 세포에서 형성되는 봉입체를 말한다. 감염된 세포에서 다량으로 생성되며, 전자현미경으로 관찰할 수 있다. 바이로플라즘 형성에 대해선 아직 연구된 바가 적다. 바이러스 공장(viral factory), 바이로좀(virosome), 바이러스 봉입체(virus inclusion)로 부르기도 한다.

## 구조와 형성
바이로플라즘은 감염 초기에 핵 주변부나 세포질에 형성된다. 바이러스의 종류, 숙주의 종류, 감염 단계에 따라 바이로플라즘의 수와 크기가 결정된다. 일례로 미미바이러스의 경우 숙주인 아메바의 핵과 거의 비슷한 크기를 가진다.
또한 바이러스는 복제 단계에 따라 숙주세포의 세포골격 등 소기관의 구성과 위치를 변화시킬 수도 있다. 이 변화는 숙주세포와 바이러스간의 복잡한 신호전달과정으로 이루어진다.
바이로플라즘에는 복제의 효율을 높이기 위해 RNA의존적 RNA 중합효소, 바이러스 유전체, 숙주 단백질 등 바이러스 복제 및 조립에 필요한 성분들이 높은 농도로 존재한다. 또한 리보솜, 샤페로닌, 미토콘드리아 등이 바이로플라즘으로 집중된다. 외피가 필요한 경우 세포막이 조달되기도 한다. 단백질 생합성과 조립에는 많은 에너지가 필요하기 때문에 미토콘드리아가 주변에서 에너지를 공급해준다. 거친면소포체에서 나온 막이나 세포골격이 바이로플라즘을 형성하기도 한다.
동물세포에서 바이러스 입자들은 미세소관을 통해 미세소관형성중심(MTOC)으로 모아진다. 따라서 바이로플라즘은 일반적으로 MTOC 주변에 집중적으로 위치한다. MTOC은 식물세포에서는 형성되지 않는다. 식물바이러스들은 대신 막을 재배열하여 바이로플라즘을 형성한다. 대부분의 식물 RNA 바이러스에서 관찰할 수 있다.

## 기능
바이로플라즘은 바이러스 복제 및 조립이 이루어지는 장소다. 바이로플라즘을 형성함으로써 유전체 복제에 필요한 물질들의 농도를 충분히 높게 유지할 수 있다. 바이로플라즘은 세포막과 세포골격을 모음으로써 면역조절 단백질이 막으로 수송되는것을 늦출 수 있고, 세포가 터졌을 때 외부 면역계에 대한 방어막이 되기도 하며, 또 막으로의 수송과 바이러스 배출을 촉진할 수 있다. 게다가 단백질 가수 분해 효소와 핵산 분해 효소로부터 직접적인 방어막이 되어준다.
꽃양배추모자이크바이러스(CaMV)의 경우 바이로플라즘은 매개체인 진딧물을 통한 전염을 가속시킨다. 곤충이 식물의 감염세포나 그 주변부의 세포에 침을 꽂을 때 비리온의 방출함으로써 전염이 가속된다.

## 숙주와의 공진화
바이러스의 구성요소들을 한 군데로 모으는 것은 세포의 분해기작에 대한 방어력을 제공한다. 일례로 아프리카돼지열병바이러스의 바이로플라즘은 애그리좀 형성과 매우 비슷한 양상을 보인다. 애그리좀은 잘못 접힌 단백질들이 핵 주위로 수송되고 저장된 후에 분해되기 위해 모이는 장소이다. 이러한 유사성으로 인해 바이로플라즘이 바이러스와 숙주가 공진화한 결과물일 수 있다는 추측이 제기되었다. 이 가설에 의하면 세포독성을 줄이고자 잘못 접힌 단백질들을 한 곳으로 모으던 세포의 기능을 바이러스가 역이용한 것으로 보인다. 반면 숙주세포의 방어기작 활성화로 인해 바이러스들이 강제로 한 곳으로 모이게 된 것이라는 시각도 있다. 실제로 포유류 바이러스들의 바이로플라즘에 세포의 분해기구 일부가 들어있는 것으로 밝혀졌다.

## 같이 보기
- 바이러스의 진화
- 바이러스 복제